# Hrabiowie Minto

## Informacje ogólne
- Tytuł hrabiego Minto został kreowany w parostwie Zjednoczonego Królestwa w 1813 r. dla Gilberta Elliota-Murraya-Kynynmounda, 1. barona Minto
- Dodatkowe tytuły:
  - wicehrabia Melgund (kreowany w parostwie Zjednoczonego Królestwa w 1813 r.)
  - baron Minto (kreowany w parostwie Wielkiej Brytanii w 1797 r.)
- tytułem grzecznościowym najstarszego syna hrabiego Minto jest wicehrabia Melgund
- Rodową siedzibą hrabiów Minto jest wieś Minto w Szkocji

## Lista hrabiów
Baroneci Elliot of Minto
- 1700–1718: Gilbert Elliot, 1. baronet
- 1718–1766: Gilbert Elliot, 2. baronet
- 1766–1777: Gilbert Elliot, 3. baronet
- 1777–1814: Gilbert Elliot-Murray-Kynynmound, 4. baronet

Hrabiowie Minto 1. kreacji (parostwo Zjednoczonego Królestwa)
- 1813–1814: Gilbert Elliot-Murray-Kynynmound, 1. hrabia Minto
- 1814–1859: Gilbert Elliot-Murray-Kynynmound, 2. hrabia Minto
- 1859–1891: William Hugh Elliot-Murray-Kynynmound, 3. hrabia Minto
- 1891–1914: Gilbert John Elliot-Murray-Kynynmound, 4. hrabia Minto
- 1914–1975: Victor Gilbert Lariston Garnet Elliot-Murray-Kynynmound, 5. hrabia Minto
- 1975–2005: Gilbert Edward George Lariston Elliot-Murray-Kynynmound, 6. hrabia Minto
- 2005 -: Gilbert Timothy George Lariston Elliot-Murray-Kynynmound, 7. hrabia Minto

Najstarszy syn 7. hrabiego Minto: Gilbert Francis Elliot-Murray-Kynynmound, wicehrabia Melgund